# Praxeologie (Wirtschaftswissenschaft)
Die Praxeologie ist eine Theorierichtung der Wirtschaftswissenschaft. Sie wurde von dem Ökonomen Ludwig von Mises begründet und gehört zur Richtung der Österreichischen Schule. Die Praxeologie ist für Mises die Lehre vom menschlichen Handeln (siehe Human Action). Sie gehört als Wissenschaftsdisziplin zu den Formalwissenschaften. Im Kern der Praxeologie steht die Aussage: Der Mensch handelt. Dieses sogenannte Handlungsaxiom wird als wahr angenommen, da jeder Versuch es zu widerlegen zu einem performativen Selbstwiderspruch führt (das Widerlegen ist bereits eine Handlung). Aus dem Handlungsaxiom werden alle weiteren Aussagen der Praxeologie abgeleitet, die vor allem wirtschaftswissenschaftliche Aussagen sind.
Die subjektivistische Nationalökonomie erweitert mit der Theorie der Wahlakte das von der klassischen Nationalökonomie bearbeitete Forschungsgebiet. Mit dem Problem der Wirtschaftlichkeit besitzt die Ökonomie ihr autonomes Untersuchungsfeld. Alles Handeln ist schon vom Begriff her rational, weil es nicht anders von der Theorie zu erfassen ist.

## Kritik
Hans Albert kritisiert die Verquickung von normativer (ordnungspolitischer) Problemstellung und dem Erklärungsproblem von wirtschaftlichen Verhaltensweisen und Institutionen (wie etwa zu lösen versucht durch eine Marktsoziologie) als politische Ideologie. Sie werde mit einer Begriffskonfusion hinsichtlich „Rationalität“ logisch erschlichen. Insbesondere sei es logisch nicht möglich, die ethische Bewertung von Mitteln durch die Neutralisierung der Ziele auszuschalten; denn dies liefe auf die Regel hinaus, der Zweck heilige jedes Mittel.